# Dicranomyia (Idioglochina) ambrosiana
Dicranomyia (Idioglochina) ambrosiana is een tweevleugelige uit de familie steltmuggen (Limoniidae). De soort komt voor in het Neotropisch gebied.